# Karl Wittgren
Karl August Wittgren, född 2 sept 1858, död 27 juli 1919 i Värnamo, var en svensk bygdemålare. 
Wittgren var som konstnär autodidakt. Wittgren var periodvis mycket produktiv som bygdemålare i Småland. För sitt uppehälle målade han landskapsskildringar som han sålde för 10 kronor styck. Hans motivval var oftast en småländsk insjö med en holme eller en å med bro oftast med figurer som bar en börda eller rodde på sjön. Wittgren är representerad vid Tjustbygdens museum i Västervik.  